# Montmartre

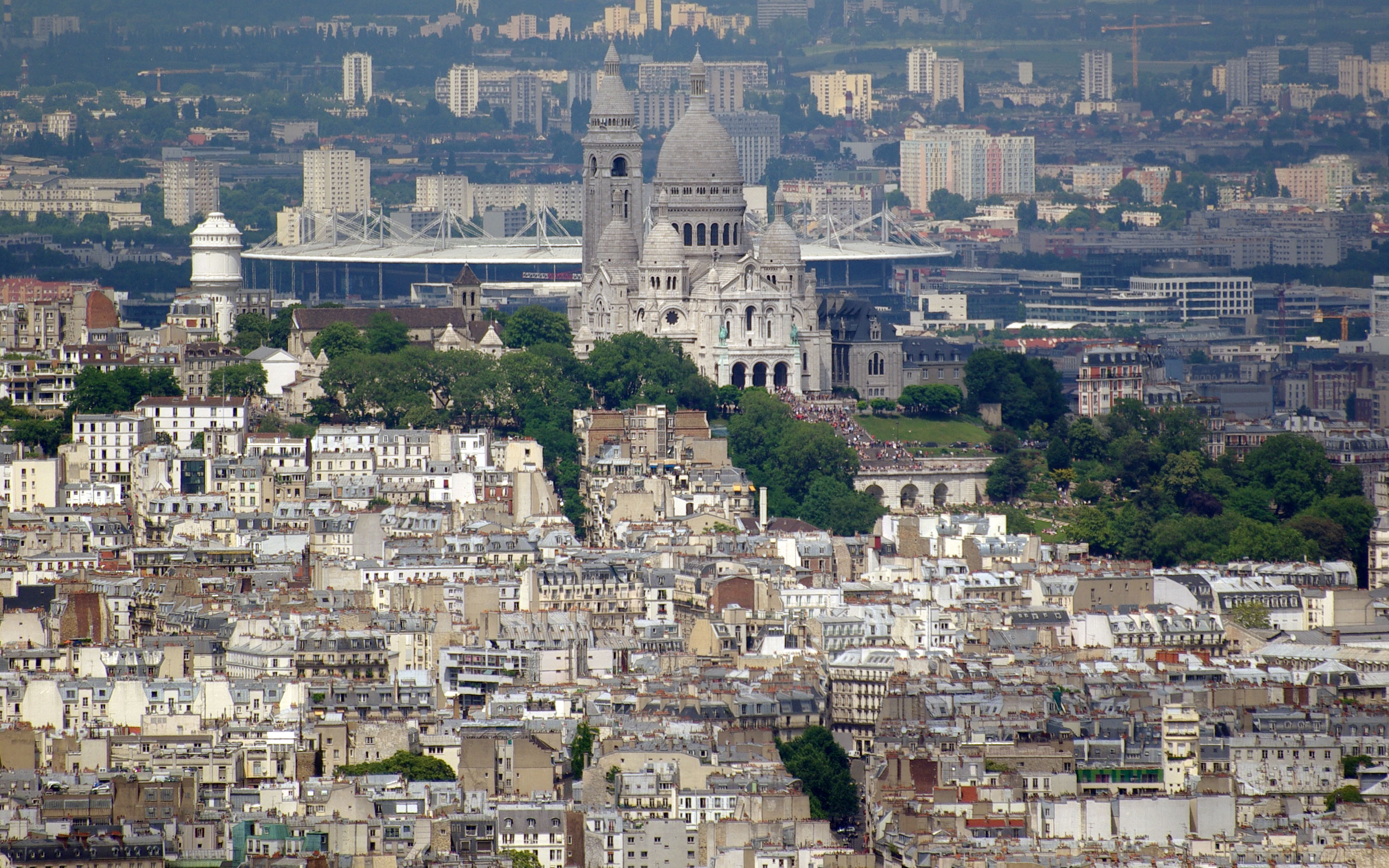
Visão panorâmica do bairro. Ao fundo, a Basílica do Sagrado Coração.

Montmartre é um bairro boêmio da cidade de Paris, na França. É uma colina que, já no tempo dos gauleses, destinava-se a lugar de culto. Deve seu nome, provavelmente, aos inúmeros mártires cristãos que foram torturados e mortos no local por volta do ano 250. Consagrada a São Dionísio, tornou-se, na Idade Média, um lugar de peregrinação.
Em 1133, Montmartre passou para a jurisdição de monges beneditinos, que ali passaram a cultivar uvas para produção de vinho, atividade que permanece sendo exercida até hoje no local.
No dia 15 de agosto de 1534, Inácio de Loyola, junto de Francisco Xavier, Pedro Fabro, Alfonso Salmerón, Diego Laynez, Nicolau Bobedilla e Simão Rodrigues, fizeram votos de castidade e pobreza na Capela de Saint-Denis, colocando-se à disposição do Papa, para serem enviados aonde houvesse maior necessidade, e desse modo estavam fundando, ainda sem saber, a Companhia de Jesus.
Graças à sua posição estratégica, Montmartre foi, muitas vezes, centro de comandos militares. Em 1860, o bairro foi ligado à cidade e transformou-se num ponto de encontro importante de artistas e intelectuais, famoso pela sua animada vida noturna. Modelos, bailarinas e pintores como Degas, Cézanne, Monet, Van Gogh, Renoir e Toulouse-Lautrec frequentavam o lugar, contribuindo para criar um clima libertário.
Hoje, as ruas de Montmartre ainda  se animam com artistas, turistas e vendedores ambulantes. No ponto mais alto da colina, situa-se a famosa Basílica do Sagrado Coração.

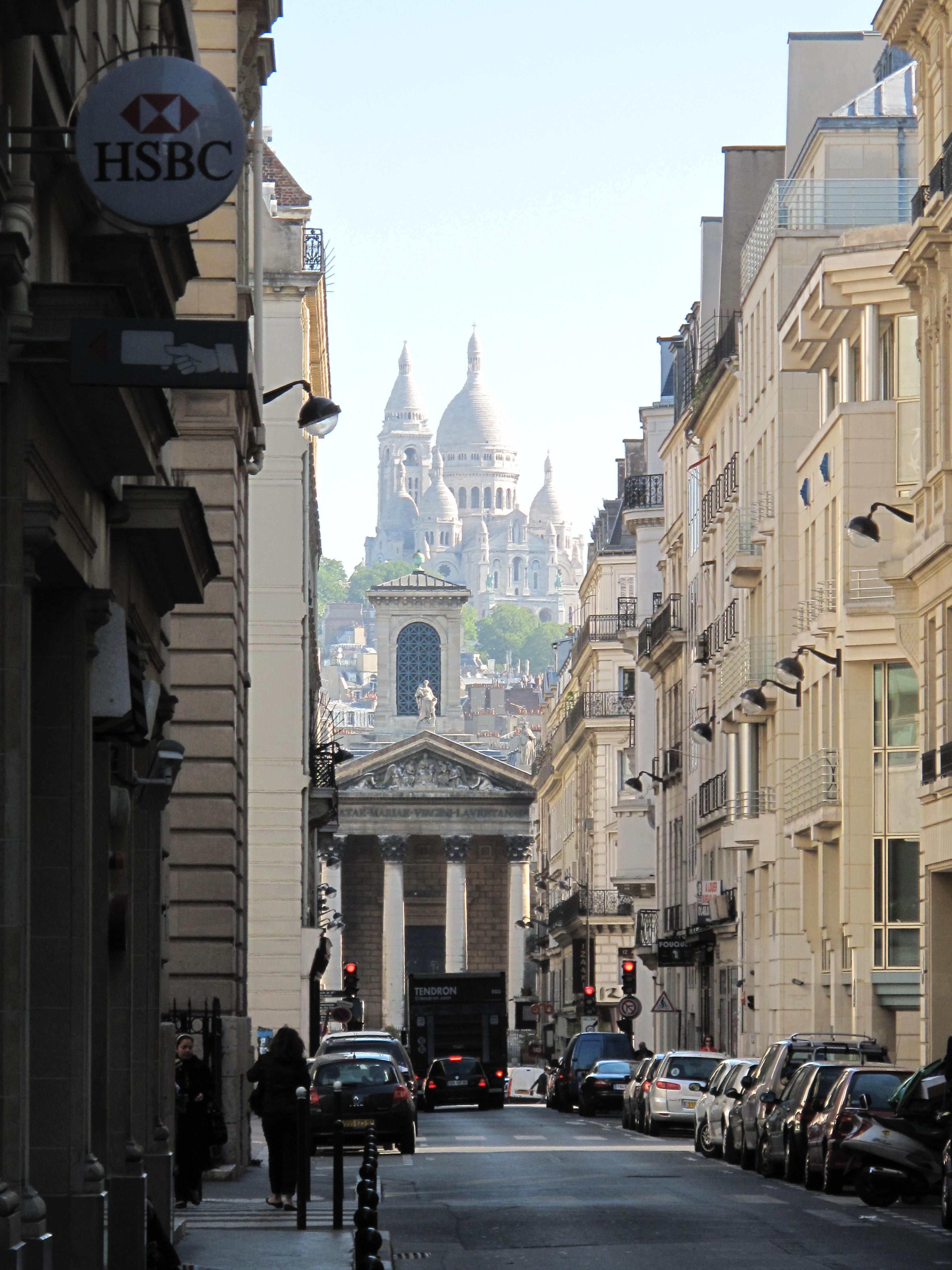
Vista de Monte Martre
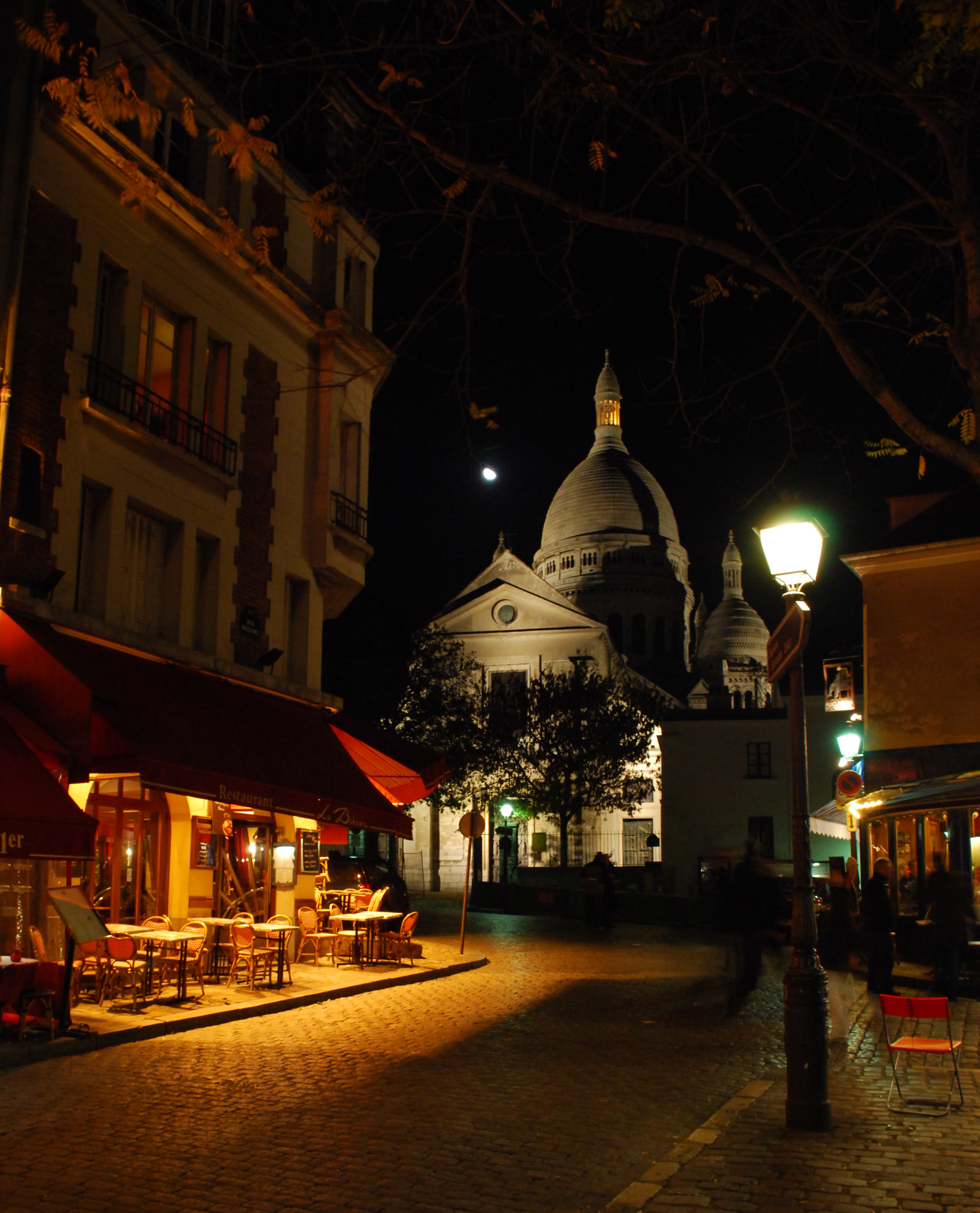
Típica rua do bairro
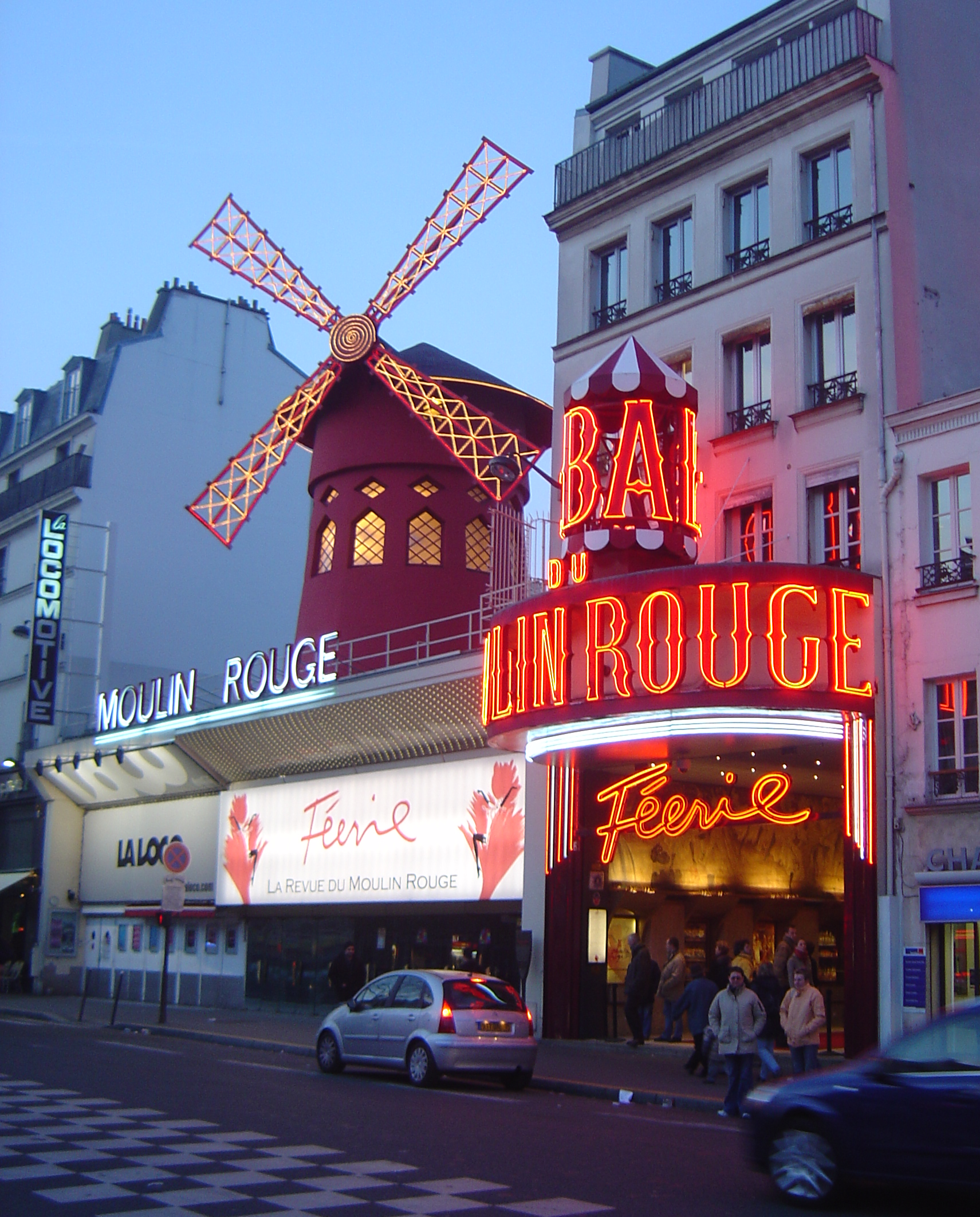
O Moulin Rouge, famosa casa noturna localizada no bairro